# Kingston (Portsmouth)
Pour les articles homonymes, voir Kingston.
Kingston est un quartier de Portsmouth dans le Hampshire dans la région de l'Angleterre du Sud-Est, en Angleterre au Royaume-Uni.
Kingston Road est la 27e plus longue route de Portsmouth. Sur tout son trajet, il y a des magasins, des cafés et des églises. 
Kingston a été bombardé durant la Seconde Guerre mondiale alors que de nouveaux bâtiments venaient d'être construits. Ce ne fut pas avant le début des années 1960 que le quartier ne fut remis en état.
L'endroit est maintenant divisé entre Buckland, Fratton et North End.